# Gare de Saint-Étienne-La Terrasse
Gare de Saint-Étienne-La Terrasse vasútállomás Franciaországban, Saint-Étienne településen.

## Vasútvonalak
Az állomást az alábbi vasútvonalak érintik:
- Moret–Lyon-vasútvonal

## Kapcsolódó állomások
A vasútállomáshoz az alábbi állomások vannak a legközelebb:
- Gare de Saint-Étienne-Châteaucreux (Lyon-Perrache pályaudvar)
- Gare de La Fouillouse (Gare de Moret - Veneux-les-Sablons)
- Gare de Bouthéon